# عوض خریص
عوض خریص (انگلیسی: Awadh Khrees؛ زادهٔ ۵ ژانویهٔ ۱۹۹۱) یک ورزشکار اهل عربستان سعودی است.
از باشگاه‌هایی که در آن بازی کرده‌است می‌توان به باشگاه فوتبال الاتحاد و باشگاه فوتبال نجران عربستان سعودی اشاره کرد.